# Puntius dunckeri
Puntius dunckeri är en fiskart som först beskrevs av Ahl 1929.  Puntius dunckeri ingår i släktet Puntius och familjen karpfiskar. Inga underarter finns listade i Catalogue of Life.